# Сінклер Льюїс
Сінклер Льюїс (англ. Sinclair Lewis; 7 лютого 1885, Сок-Сентр, штат Міннесота — 10 січня 1951, Рим) — відомий американський письменник, перший американський письменник-лауреат Нобелівської премії з літератури (1930).
Літературна критика вважає його найбільшим сатириком своєї доби, особливо в романах, де він змальовує нищівну картину життя американців середнього класу у 20-х роках.
Здоров'я Льюїса було підірвано алкоголізмом. Він помер від серцевого нападу 10 січня 1951 р. у Римі.
Урна з прахом Сінклера Льюїса похована на цвинтарі Ґрінвуд, м. Сок-Сентр (Міннесота), штат Міннесота.